# Župnija Črnomelj
Župnija Črnomelj je rimskokatoliška teritorialna župnija Dekanije Črnomelj Škofije Novo mesto. Do 7. aprila 2006, ko je bila ustanovljena Škofija Novo mesto, je bila župnija del Nadškofije Ljubljana.
V župniji Črnomelj so postavljene farne spominske plošče, na katerih so imena vaščanov iz okoliških vasi (Črnomelj, Dobliče, Dolenja vas, Grič, Jelševnik,  Jerneja vas,  Kanižarica, Loka - Črnomelj, Mavrlen,  Mihelja vas,  Petrova vas,  Rodine,  Rožanec, Ručetna vas,  Stražnji Vrh, Talčji Vrh,  Velika Lahinja,  Vidoši, Vojna vas), ki so padli na protikomunistični strani v letih 1942-1945. Skupno je na ploščah 67 imen.